# Vakuf (Travnik, BiH)
Vakuf je bivše samostalno naselje s područja današnje općine Travnik, Federacija BiH, BiH.

## Povijest
Za vrijeme socijalističke BiH ovo je naselje pripojeno naselju Travnik.